# Chaetocnema blatchleyi
Chaetocnema blatchleyi är en skalbaggsart som beskrevs av Csiki in Heikertinger och Csiki 1940. Chaetocnema blatchleyi ingår i släktet Chaetocnema och familjen bladbaggar. Inga underarter finns listade i Catalogue of Life.